# فرودگاه تایپینگ
فرودگاه تایپینگ (به انگلیسی: Taiping Airport) (به زبان بومی: Lapangan Terbang Taiping) یک فرودگاه همگانی و نظامی با کد یاتا TPG است . این فرودگاه در کشور مالزی قرار دارد و در ارتفاع ۱۲ متری از سطح دریا واقع شده است.